# Леди из Шанхая
«Леди из Шанхая» (англ. The Lady from Shanghai) — классический фильм-нуар Орсона Уэллса 1947 года, снятый по роману Шервуда Кинга «Если я умру до того, как проснусь». Главные роли исполнили сам Уэллс и его жена Рита Хейворт, которая специально для фильма пошла наперекор своему имиджу, позволив превратить себя в коротко стриженую платиновую блондинку. Из-за перемонтажа фильм вышел в американский прокат только в июне 1948 года и успеха не имел.

## Сюжет
Нью-Йорк, Центральный парк. На пустынной ночной улице Майкл О’Хара (Орсон Уэллс) раскидывает бандитов, напавших на прекрасную блондинку (Рита Хейворт). Она представляется как русская девушка, родом из Шанхая. Майкл — гигант с лицом ребёнка, безработный моряк, за спиной которого — убийство франкиста в Испании. Хотя Майкл чувствует неладное, Розали полуобманом завлекает его работать на яхте мужа, преуспевающего адвоката Баннистера, искалеченного полиомиелитом.
Сражённый наповал роковой блондинкой, О’Хара отправляется в плавание. Путь яхты Баннистеров лежит через Мексику и Панамский канал в Сан-Франциско. В пути Гризби, деловой партнёр Баннистера, обращается к Майклу с неоднозначным предложением — помочь инсценировать его убийство, для того чтобы тот мог исчезнуть и получить огромную страховку. Гризби обещает заплатить $5000, с такими деньгами Майкл и Розали смогут бежать и начать новую жизнь. Майкл соглашается и… практически подписывает себе смертный приговор.

## Работа над фильмом
Об обстоятельствах, толкнувших Уэллса на съёмки фильма, свидетельства разнятся. Сам Уэллс рассказывал, что оказался режиссёром этого фильма почти случайно. Ему срочно нужны были деньги на завершение работы над мюзиклом «Вокруг света за 80 дней», и в обмен на требуемую сумму он согласился бесплатно снять для Columbia Pictures фильм на любой выбранный ими сюжет. Результат не понравился голливудским воротилам, и они настояли на том, чтобы вырезать из фильма больше часа экранного времени. Однако и в таком виде картина провалилась в прокате. Критики жаловались на то, что «фирменные штучки» Уэллса, его нестандартные визуальные решения отвлекают от следования рассказу. После провала «Леди из Шанхая» режиссёр попал в «чёрный список» Голливуда. Провал фильма ускорил его развод с Хейворт. Прошло двадцать лет, прежде чем фильм был признан одной из вершин голливудского нуара, а сюрреалистическая перестрелка в полной зеркал комнате смеха — «одной из самых эффектных сцен мирового кино» (Андрей Плахов).

## В ролях
- Рита Хейворт — Эльза Баннистер
- Орсон Уэллс — Майкл О’Хара
- Эверетт Слоун — Артур Баннистер
- Гленн Андерс — Джордж Гризби
- Тед де Корсия — Сидни Брум
- Эрскин Сэнфорд — судья
- Гус Шиллинг — «Голди» Голдфиш

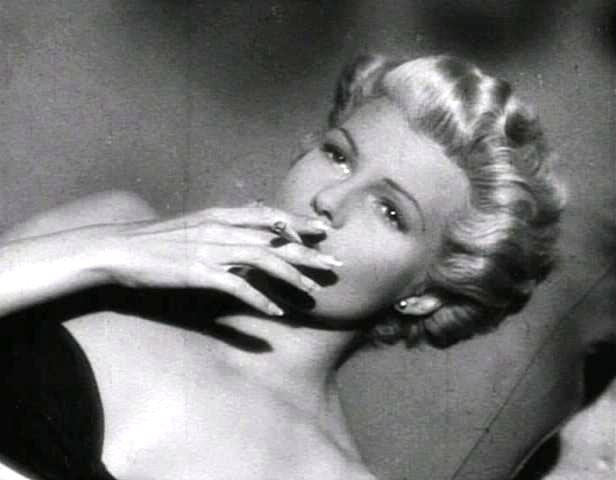
Рита Хейворт в фильме «Леди из Шанхая»

- Карл Франк — окружной прокурор Галлоуэй
- Луис Меррилл — Джейк
- Эвелин Эллис — Бесси
- Гарри Шэннон — таксист
- Джон Эллиотт — судебный клерк (в титрах не указан)

## Жанр
Дэйв Кер назвал «Леди из Шанхая» единственной среди классических нуаров комедией. Впервые в истории нуара действие переносится в экзотические южные страны (позднее кинокритики придумают для таких нуаров название солнечных, film soleil). Но даже в раскалённых солнцем тропиках героев не оставляет ощущение близости смерти.

## Киноязык
Фильм «Леди из Шанхая» вошёл в историю кино не только из-за своего жанрового своеобразия, но и благодаря метафорическому киноязыку. Действующие лица уподобляются то акулам, то крокодилам. Потеющий в тропиках Гризби напоминает гигантскую рептилию, а его партнёр Баннистер не столько ходит, сколько ползает. Розали — роковая женщина, которая воплощает вероломство, обманчивость и злодейство. Режиссёр остроумно намекает на её истинную сущность, когда во время любовной сцены в аквариуме мимо неё проплывает гигантский спрут. В традиции немецкого экспрессионизма места действия зарифмованы с внутренним состоянием героев, а движения камеры и глубина съёмки поражают виртуозностью. Запутанность ситуации, в которую позволил завлечь себя главный герой, символизируют сюрреалистические сети в лабиринте заброшенного цирка, где он заточён.